# Sadabad
Sadabad es un pueblo y nagar Panchayat situado en el distrito de Mahamaya Nagar en el estado de Uttar Pradesh (India). Su población es de 40926 habitantes (2011). 

## Demografía
Según el censo de 2011 la población de Sadabad era de 40926 habitantes, de los cuales 21488 eran hombres y 19438 eran mujeres. Sadabad tiene una tasa media de alfabetización del 71,98%, superior a la media estatal del 67,68%: la alfabetización masculina es del 79,78%, y la alfabetización femenina del 63,41%.